# Cándido Díaz Cerecedo
Cándido Díaz Cerecedo (Chicontepec, 2 februari 1927) is een Mexicaans voormalig politicus.
Díaz Cerecedo werd geboren als volbloed Nahua-indiaan in een arm gezin uit de staat Veracruz. Hij kon dankzij een beurs rechten studeren aan de Nationale Autonome Universiteit van Mexico (UNAM) en sloot zich in 1955 aan bij de Institutioneel Revolutionaire Partij (PRI). Van 1975 tot 1977 was hij burgemeester van zijn geboorteplaats. Nadat de PRI hem in 1979 niet kandidaat wilde stellen voor een zetel in de Kamer van Afgevaardigden, stapte hij over naar de Socialistische Arbeiderspartij (PST), waarvoor hij alsnog tot afgevaardigde werd gekozen.
In 1980 was hij kandidaat voor het gouverneurschap van Veracruz, maar behaalde slechts 1,2% van de stemmen. In 1982 was hij kandidaat voor de PST bij de presidentsverkiezingen, waar hij 1,45% van de stemmen haalde. Díaz Cerecedo was daarna niet meer politiek actief.